# Heliconius mars
Heliconius mars är en fjärilsart som beskrevs av Otto Staudinger och George Schatz 1885-1888. Heliconius mars ingår i släktet Heliconius och familjen praktfjärilar. Inga underarter finns listade i Catalogue of Life.